# Fimbristylis tunquinensis
Fimbristylis tunquinensis är en halvgräsart som beskrevs av Johann Otto Boeckeler. Fimbristylis tunquinensis ingår i släktet Fimbristylis och familjen halvgräs. Inga underarter finns listade i Catalogue of Life.